# 삼로 마쭈
삼로 마쭈(크메르어: សម្លម្ជូរ)는 캄보디아의 신맛 나는 국물 음식이다. 크메르어 "삼로(សម្ល)"는 "국"을, "마쭈(លម្ជូរ)"는 신맛을 뜻한다. 베트남의 까인 쭈어와 비슷하며, 실제로 베트남에서는 삼로 마쭈를 "캄보디아 까인 쭈어"라 부른다. 라임, 타마린드, 토마토, 파인애플, 야낭 등으로 신맛을 내며, 닭고기, 생선, 돼지고기 등이 들어간다.

## 같이 보기
- 까인 쭈어
- 똠 얌
- 삼로 까꼬
- 시니강